# Olympische Sommerspiele 1960/Teilnehmer (Uganda)
| Gelbes Symbol für Goldmedaillen mit stilisierten Olympischen Ringen | Graues Symbol für Silbermedaillen mit stilisierten Olympischen Ringen | Braundes Symbol für Bronzemedaillen mit stilisierten Olympischen Ringen |
| ------------------------------------------------------------------- | --------------------------------------------------------------------- | ----------------------------------------------------------------------- |
| —                                                                   | —                                                                     | —                                                                       |

Uganda nahm an den Olympischen Sommerspielen 1960 in der italienischen Hauptstadt Rom mit einer Delegation von zehn Sportlern teil.

## Teilnehmer nach Sportarten

### Boxen
- Frank Kisekka
Fliegengewicht: 33. Platz

- John Sentongo
Bantamgewicht: 17. Platz

- Grace Seruwagi
Halbweltergewicht: 17. Platz

- Frank Nyangweso
Halbmittelgewicht: 9. Platz

- Peter Odhiambo
Mittelgewicht: 9. Platz

- George Oywello
Halbschwergewicht: 9. Platz

### Leichtathletik
- Erasmus Amukun
100 Meter: Viertelfinale
200 Meter: Viertelfinale
4 × 100 Meter: Vorläufe

- Aggrey Awori
100 Meter: Vorläufe
110 Meter Hürden: Viertelfinale
4 × 100 Meter: Vorläufe

- Gadi Ado
400 Meter: Vorläufe
4 × 100 Meter: Vorläufe

- Jean Baptiste Okello
110 Meter Hürden: Halbfinale
4 × 100 Meter: Vorläufe